# العائلة (مسلسل كويتي)
العائلة، مسلسل كويتي أنتج وعرض للمرة الأولى بعام 1990 وذلك في شهر رمضان. كتب حلقات المسلسل طارق عثمان وأخرجها يوسف حمودة وتتكون من 16 حلقة.

## ملخص القصة
لكل فرد في عائلة حمد شؤونه الخاصة: طيبة زوجة متسلطة تتحمل مسؤوليات المنزل، وسالم يواصل دراسته في الخارج، وتحاول بشاير العمل بعد التخرج في مجال الصحافة، وناصر يلعب كرة القدم دون الاهتمام بالدراسة، وتهاني ترغب في الزواج لأنها لا ترغب في مواصلة دراستها.

## الممثلون والشخصيات
| الممثل              | الشخصية     |
| ------------------- | ----------- |
| عائلة حمد           |             |
| إبراهيم الصلال      | الجد بو حمد |
| عبد الإمام عبد الله | حمد         |
| مريم الصالح         | طيبة        |
| إبراهيم الحربي      | سالم        |
| هدى حسين            | بشاير       |
| محمد الرشيد         | ناصر        |
| منى عيسى            | تهاني       |
| عائلة بو دلة        |             |
| مريم الغضبان        | شريفة       |
| عبد الرحمن العقل    | أحمد بو دلة |
| شخصيات أخرى         |             |
| جمال الردهان        | جمال        |
| عبد المحسن السهيل   | فلاح        |
| سامية محمد          | عطيات       |